# Fairey Pintail
Fairey Pintail – brytyjski pływakowy samolot myśliwski i rozpoznawczy z okresu międzywojennego.

## Historia
Pierwszy zbudowany po I wojnie światowej samolot w wytwórni Fairey Aviation Company otrzymał on nazwę Pintail. Został on skonstruowany zgodnie z wymogami RAF nr XXI z dnia 20 maja 1919 roku na samolot pływakowy z możliwością lądowania na wodzie i lądzie.
Zbudowano trzy prototypy. Pierwszy z nich oznaczony Mk I oblatany został 7 lipca 1920 roku, miał on zamontowane koła chowane w locie do pływaków, co okazało się że mechanizm chowania kół nie domykał się i w czasie lądowania na wodzie, pływaki wypełniały się wodą. W związku z tym zbudowano drugi prototyp Mk II, w którym koła zamontowano na ramie pomiędzy pływakami, ten samolot oblatano 25 maja 1921 roku. Ta wersja również nie spełniała wymogom RAF, w związku z tym zbudowano trzeci prototyp Mk III, w którym koła zostały umieszczone na stałe przed pływakami, co jednak spowodowało trudności przy startach i lądowaniu na wodzie. W związku z tymi wadami nie został on przyjęty do uzbrojenia lotnictwa brytyjskiego.
Natomiast samolotem tym zainteresowało się lotnictwo japońskiej marynarki wojennej, które zamówiło trzy samoloty tego typu według wersji Mk III. Samoloty te oznaczono jako Mk IV, różniły się one tym, że miały podniesione górny płat ponad kadłub, co zwiększało widoczność pilota. Pierwszy z nich oblatany został 20 sierpnia 1924 roku i do końca roku 1924 wszystkie zostały dostarczone do Japonii.
Łącznie w latach 1920–1924 zbudowano 6 samolotów tego typu.
Pomimo zakończenia produkcji i braku zainteresowania tym samolotem, jego konstrukcja stała się podstawą do budowy samolotu Fairey Fawn.

## Użycie w lotnictwie
Samoloty Fairey Pintail używany był tylko do badań fabrycznych i wojskowych w Wielkiej Brytanii. Samoloty w wersji Mk IV wyeksportowane do Japonii, gdzie używane były w lotnictwie marynarki wojennej, prawdopodobnie tylko do badań i ewentualnego rozwoju tego typu samolotów w przemyśle japońskim.

## Opis techniczny
Samolot Fairey Pintail był samolotem pływakowym, dwupłatowym przystosowanym do startu i lądowania na wodzie i lądzie.
W kadłubie w przedniej części umieszczono silnik widlasty w układzie W, 12-cylindrowy, chłodzony cieczą. Za nim znajdowała się kabina pilota, a potem kabina obserwatora. Samolot wyposażony był w dwa pływaki o długości 6,10 m i zamontowane pod skrzydłami, przed nimi w odległości 0,46 m zamontowane na stałe koła osłonięte owiewką – co miała zmniejszyć opór przy lądowaniu na wodzie.
Samolot był uzbrojony w 1 karabiny maszynowe kal. 7,7 mm umieszczone w kadłubie i obsługiwane przez pilota. Jeszcze jeden ruchomy karabin maszynowy kal. 7,7 mm umieszczono na stanowisku obserwatora.
Podwozie pływakowe i kołowe z płozą ogonową.
Napęd stanowiły silnik widlasty o mocy 475 KM.